# Федерал-Гайтс (Колорадо)
Федерал-Гайтс (англ. Federal Heights) — місто (англ. city) в США, в окрузі Адамс штату Колорадо. Населення — 14 382 особи (2020).

## Географія
Федерал-Гайтс розташований за координатами 39°51′52″ пн. ш. 105°0′58″ зх. д. / 39.86444° пн. ш. 105.01611° зх. д. (39.864534, -105.016159).  За даними Бюро перепису населення США в 2010 році місто мало площу 4,60 км², з яких 4,60 км² — суходіл та 0,01 км² — водойми.

## Демографія
Згідно з переписом 2010 року, у місті мешкало 11 467 осіб у 4436 домогосподарствах у складі 2756 родин. Густота населення становила 2490 осіб/км².  Було 4876 помешкань (1059/км²).
Расовий склад населення:
| - 71,3 % — білих - 4,6 % — азіатів - 1,6 % — корінних американців - 1,3 % — чорних або афроамериканців - 0,1 % — вихідців з тихоокеанських островів - 17,8 % — осіб інших рас |

До двох чи більше рас належало 3,4 %. Частка іспаномовних становила 47,6 % від усіх жителів.
За віковим діапазоном населення розподілялося таким чином: 26,9 % — особи молодші 18 років, 62,0 % — особи у віці 18—64 років, 11,1 % — особи у віці 65 років та старші. Медіана віку мешканця становила 31,2 року. На 100 осіб жіночої статі у місті припадало 97,8 чоловіків;  на 100 жінок у віці від 18 років та старших — 94,5 чоловіків також старших 18 років.
Середній дохід на одне домашнє господарство  становив 45 326 доларів США (медіана — 36 800), а середній дохід на одну сім'ю — 47 770 доларів (медіана — 40 990). Медіана доходів становила 31 071 долар для чоловіків та 27 369 доларів для жінок. За межею бідності перебувало 19,0 % осіб, у тому числі 27,5 % дітей у віці до 18 років та 12,5 % осіб у віці 65 років та старших.
Цивільне працевлаштоване населення становило 5983 особи. Основні галузі зайнятості: мистецтво, розваги та відпочинок — 15,7 %, будівництво — 14,0 %, науковці, спеціалісти, менеджери — 13,0 %, освіта, охорона здоров'я та соціальна допомога — 13,0 %.